# Туюк-Жар
Туюк-Жар (кирг. Туюк-Жар) — село в Аксыйском районе Джалал-Абадской области Кыргызстана. Входит в состав Кашка-Сууского айылного аймака.

## География
Село расположено в южной части области, на левом берегу реки Падыша-Ата, на расстоянии приблизительно 6 километров (по прямой) к северо-западу от города Кербен, административного центра района.

## История
Населённый пункт получил статус села 16 августа 2019 года.

## Население
Согласно оценочным данным Национального статистического комитета Кыргызской Республики, численность населения села на начало 2023 года составляла 1474 человека.
| год     | 2020 | 2021 | 2023 |
| ------- | ---- | ---- | ---- |
| человек | 1395 | 1455 | 1474 |